# باتريك غيريرو
باتريك غيريرو (بالإنجليزية: Patrick Guerriero)‏ هو مشرّع سابق في ولاية ماساتشوستس الأمريكية ورئيس بلدية ومدافع عن المساواة في الزواج. أصبح غيريرو في عام 2002 بعد أن شغل منصب نائب رئيس موظفي الحاكم آنذاك جين سويفت في عام 2002 أول مرشح مثلي الجنس في البلاد لمنصب نائب حاكم عندما اختارته سويفت ليكون نائبها في الانتخابات.
دخل غيريرو السياسة الوطنية عندما شغل منصب رئيس «منتدى ليبرتي إديكايشن» وخشبة الكوخ الجمهوريين (بالإنجليزية: Log Cabin Republicans)‏ من 1 يناير 2003 إلى 1 سبتمبر 2006.

## النشأة
ولد غيريرو لأب مهاجر إيطالي وبنّاء ولأم عاملة اجتماعية. التحق غيريرو بالجامعة الكاثوليكية الأمريكية في واشنطن العاصمة، حيث لعب كرة القدم وتخرج في عام 1990. التحق غيريرو في العام التالي بزمالة توماس ب. أونيل الابن في برنامج الحكومة الأمريكية بكلية بوسطن. عاد غيريرو بعد الكلية إلى ميلروز لإدارة حملة رئاسة البلدية الناجحة لريتشارد ليونز.

## الحياة السياسية

### نائب الولاية
تم انتخاب غيريرو في مجلس نواب ماساتشوستس (مقاطعة ميدليسكس). وفاز بإعادة انتخابه مرتين. خدم غيريرو في مجلس النواب في العديد من اللجان التشريعية كلجان الطرق والوسائل والأخلاق والتأمين والخدمات الصحية والإنسانية والديون طويلة الأجل والنفقات الرأسمالية. أيد المبادرات المتعلقة بخفض الضرائب والإنفاق الحكومي المحدود وتحسين المدارس الحكومية والسلامة العامة وإصلاح نظام الرعاية الاجتماعية. كان غيريرو مؤيدًا قويًا ل«قانون ماساتشوستس للإصلاح التعليمي لعام 1993» الذي يتطلب من الطلاب اجتياز اختبارات التخرج الموحدة (والذي يعرف باسم «نظام التقييم الشامل في ماساتشوستس»). وكان أيضًا مدافعًا عن قضايا المثليين والمثليات مما أدى إلى تطبيق تشريعات صارمة لمكافحة جرائم الكراهية وزيادة تمويل التوعية بمرض الإيدز.
حصل غيريرو على جائزة فين لمكتبة جون إف كينيدي للسياسيين الذين تبلغ أعمارهم 35 عامًا وأصغر في 10 نوفمبر 1998.

### رئيس بلدية ميلروز، ماساتشوستس
انتخب غيريرو في عام 1998 كرئيس بليدة لمدينة ميلروز، ماساتشوستس. وخدم فترتين متتاليتين وحصل على أكثر من 80% من الأصوات في كلا الانتخابين. أشار مقال نشر في 7 ديسمبر 1997 في صحيفة بوسطن غلوب إلى برنامجه المتمثل في «استعادة قيم البلدة الصغيرة إلى مدينة ميلروز الصغيرة». تضمن هذا البرنامج الانضباط المالي ومدارس عامة أفضل ومجتمعا أكثر ودية. صرح مقال في «صحيفة ميلروز فري برس» في عام 2001 بأن الاستثمارات في البنية التحتية (مدارس جديدة وحدائق وترميم الممتلكات التاريخية)، مع إبقاء الميزانية تحت السيطرة ، ويداه في نهج الحكم من بين نجاحاته كرئيس للبلدية. كنتيجة لإشرافه المالي رفعت شركة «مودي» تصنيف السندات للمدينة. أنشأ غيريرو خلال فترة عمله كرئيس للبلدية «مبادرة التحضر» التي شجعت السكان على إظهار الاحترام والمجاملة لبعضهم البعض. أكسبه هذا المشروع جائزة سيتي ليفابيليتي في حفل توزيع جوائز سيتي ليفابيليتي لجمعية البلديات الأمريكية لعام 2000. اعتبر مجلس ماساتشوستس لمقدمي الخدمات الإنسانية غيريرو مسؤول البلدية في عام 2001.
استقال غويريرو في مايو 2001 ليقبل منصب نائب رئيس الموظفين بإدارة القائمة بأعمال الحاكم جين سويفت.

### حاكمة الولاية جين سويفت
في مايو 2001، قبل غيريرو منصب نائب رئيس الأركان إلى القائم بأعمال حاكم ولاية ماساتشوستس جين سويفت. عينت سويفت زميلها في الترشح في 3 يناير 2002. أعلنت سويفت في مارس انسحابها من السباق لمنصب الحاكم.

## النشاط والدفاع عن حقوق المثليين
يعتبر غيريرو من المدافعين عن المساواة وحقوق المثليين حيث ظهر في عديد البرامج التلفزيونية الكبرى مثل «نايتلاين»، «هاردبول مع كريس ماثيوز»، برنامج اليوم، و«ذي أورايلي فاكتور». وقد كتب مقالات رأي للمنشورات بما في ذلك وول ستريت جورنال ودينفر بوست وتم عرضه في مجلة نيويورك تايمز، مجلة لوس أنجلوس تايمز، واشنطن بوست، وذا أدفوكيت.
حاز غيريرو على جائزة سيتي ليفابيليتي في حفل توزيع جوائز سيتي ليفابيليتي لجمعية البلديات الأمريكية لعام 2000 عن «مبادرة التحضر» المعترف بها وطنيا وجائزة فين للقيادة السياسية 1998 من جمعية الحدود الجديدة لمكتبة جون إف كينيدي.

### خشبة الكوخ الجمهوريون
غيريرو على خشبة المسرح في مهرجان فخر يوتا في عام 2006
خلف غيريرو في 1 يناير 2003 ريتش تافل كزعيم لمنظمة خشبة الكوخ الجمهوريين. أشاد بقرار محكمة ماساتشوستس القضائية العليا لعام 2003 في قضية غودريتش ضد وزارة الصحة العامة باعتباره حكمًا محافظًا يدعم الأسر المستقرة والعلاقات والمجتمع والحكومة المحدودة والحرية الفردية والحرية الدينية. حصل غيريرو في أوائل عام 2004 على تقدير وطني لتحديه بنجاح الرئيس جورج بوش الابن - بإطلاق أول إعلان تلفزيوني وطني ساعد في هزيمة تعديل الزواج الفيدرالي الذي اقترحه بوش. قدم غيريرو في أكتوبر 2004 خشبة الكوخ الجمهوريون ضد الولايات المتحدة لتحدي دستورية سياسة «لا تسأل، لا تقل». لم يتم إحراز أي تقدم تشريعي هام نحو إلغاء السياسة إلا بعد أن أصبح البيت الأبيض تحت سيطرة الديمقراطيين. وقع الرئيس الأمريكي باراك أوباما على «قانون إلغاء لا تسأل، لا تقل» في ديسمبر 2010.
كان غيريرو في عام 2013 أحد الموقعين على موجز صديق المحكمة المقدم إلى المحكمة العليا للولايات الكتحدة وذلك لدعم زواج المثليين خلال قضية هولينغسورث ضد بيري.

### غيل أكشن فاند
أصبح غيريرو في 1 سبتمبر 2006 أول مدير تنفيذي لمنظمة المثليين غيل أكشن فاند، وهي منظمة لها مكاتب في واشنطن العاصمة ودنفر وكولورادو تعمل على تعزيز المساواة بين المثليين والمثليات من خلال العملية التشريعية والسياسية والانتخابية. أشرف غيريرو خلال فترته على شبكة وطنية من المانحين ساهموا بأكثر من 15 مليون دولار في الحملات والمنظمات السياسية في عشرات الولايات بهدف انتخاب سياسيين يساندون الحقوق المتساوية وتعزيز التشريعات أو إعاقتها. نجحت 56 حملة من بين 68 حملة دعمتها منظمة غيل أكشن فاند في عام 2006. كما دعا غيل أكشن فاند في فترة غيريرو إلى تمرير قوانين الولايات بشأن عدم التمييز ضد مجتمع المثليين والاعتراف بالعلاقات المثلية في 13 ولاية أمريكية.
شغل غيريرو منصب المدير التنفيذي للمنظمة حتى 30 يونيو 2011.

### مجموعة سيفيتاس للشؤون العامة
يعتبر غيريرو شريكا مؤسسا ل«مجموعة سيفيتاس للشؤون العامة» (بالإنجليزية: Civitas Public Affairs Group)‏ وهي شركة شؤون حكومية مقرها واشنطن العاصمة. من خلال العمل على المستوى المحلي والولاياتي والفدرالي لمدة عقدين من الزمن، قام غيريرو بتقديم المشورة والنصح للعديد من كبار المسؤولين المنتخبين الديمقراطيين والجمهوريين والمانحين السياسيين حول مجموعة واسعة من القضايا. توفر مجموعة سيفيتاس للشؤون العامة التي لها مكاتب في واشنطن العاصمة وبوسطن العلاقات الحكومية بين الحزبين واستراتيجيات تقديم المانحين على أساس القضايا، وإدارة حملة السياسة العامة للأفراد والمؤسسات غير الربحية.